# Kanton Fismes-Montagne de Reims
Kanton Fismes-Montagne de Reims (fr. Canton de Fismes-Montagne de Reims) je francouzský kanton v departementu Marne v regionu Grand Est. Tvoří ho 53 obcí. Kanton vznikl v roce 2015.

## Obce kantonu
| - Arcis-le-Ponsart - Aubilly - Baslieux-les-Fismes - Bouilly - Bouleuse - Bouvancourt - Branscourt - Breuil - Châlons-sur-Vesle - Chamery - Chenay - Coulommes-la-Montagne - Courcelles-Sapicourt - Courlandon - Courmas - Courtagnon - Courville - Crugny | - Écueil - Faverolles-et-Coëmy - Fismes - Germigny - Gueux - Hourges - Janvry - Jonchery-sur-Vesle - Jouy-les-Reims - Magneux - Méry-Prémecy - Les Mesneux - Montigny-sur-Vesle - Mont-sur-Courville - Muizon - Ormes - Pargny-les-Reims - Pévy | - Prouilly - Romain - Rosnay - Sacy - Saint-Euphraise-et-Clairizet - Saint-Gilles - Savigny-sur-Ardres - Sermiers - Serzy-et-Prin - Thillois - Treslon - Trigny - Unchair - Vandeuil - Ventelay - Ville-Dommange - Vrigny |